# Wilhelm Bungert
Wilhelm Bungert (* 1. April 1939 in Mannheim) ist ein ehemaliger deutscher Tennisspieler.

## Karriere
Bungert begann mit sechs Jahren mit dem Tennisspielen bei der MTG Mannheim und  wechselte kurz darauf zu Grün-Weiss Mannheim. Mit 15 Jahren wurde er Badischer Meister und als 17-Jähriger bereits in die deutsche Davis-Cup-Mannschaft berufen. 1963 und 1964 stand er in Wimbledon im Halbfinale, 1962 im Viertelfinale der Internationalen australischen Tennismeisterschaften. Im Doppel bestritt er im selben Jahr bei den Internationalen französischen Tennismeisterschaften und dem Internationalen Tennisturnier von Monte Carlo jeweils das Endspiel. Bungert war nach Gottfried von Cramm der zweite deutsche Spieler, der ins Finale von Wimbledon einzog. Dort unterlag er 1967 dem Australier John Newcombe. Er spielte allerdings zu einer Zeit in Wimbledon, als die stärksten Spieler der Welt nicht teilnehmen durften, da sie als Profis von den Amateurturnieren wie den Grand-Slam-Turnieren ausgeschlossen waren. 1970 stand er zusammen mit Christian Kuhnke mit dem deutschen Team im Finale des Davis Cups, das gegen die USA mit 0:5 verloren wurde.
In den achtziger Jahren war Bungert Kapitän der deutschen Mannschaft um Boris Becker und Michael Westphal, die erneut im Finale stand und Schweden mit 2:3 unterlag. Später wurde er als Kapitän von Nikola Pilić abgelöst.
Von 1979 bis 2021 betrieb der frühere Architekturstudent, selbstständige Kaufmann und Referent für Spitzentennis im Deutschen Tennis Bund Wilhelm Bungert ein Tenniszentrum in Hilden.

## Erfolge

### Einzel

#### Finalteilnahmen
| Nr. | Datum           | Turnier                 | Belag     | Finalgegner     | Ergebnis           |
| --- | --------------- | ----------------------- | --------- | --------------- | ------------------ |
| 1.  | 7. Juli 1967    | Wimbledon Championships | Rasen     | John Newcombe   | 3:6, 1:6, 1:6      |
| 2.  | 24. Januar 1968 | Durban                  | Hartplatz | Bob Maud        | 6:3, 3:6, 4:6, 4:6 |
| 3.  | 18. August 1968 | Kitzbühel               | Sand      | Martin Mulligan | 2:6, 2:6, 3:6      |

### Doppel

#### Turniersiege
| Nr. | Datum           | Turnier   | Belag | Doppelpartner    | Finalgegner                   | Ergebnis |
| --- | --------------- | --------- | ----- | ---------------- | ----------------------------- | -------- |
| 1.  | 18. August 1968 | Kitzbühel | Sand  | Jürgen Faßbender | Gerald Battrick Robert Wilson | 6:3, 7:5 |